# Prasinocyma deviata
Prasinocyma deviata là một loài bướm đêm trong họ Geometridae.